# Chbar Mon
Krong Chbar Mon (en camboyano: ក្រុងច្បារមន) es la capital de la provincia de Kompong Speu en el centro de Camboya.
La mayoría de la gente del pueblo solo habla jemer, pero algunos están familiarizados con el mandarín (por lo general, puede encontrarlos empleados en los pequeños cafeterías/restaurantes o tiendas).
El centro de la ciudad alberga un mercado, rodeado de tiendas de bicicletas, un dispensario y pequeños restaurantes. Hay una casa de huéspedes (Pheng Ang Guesthouse) a pocos minutos para los viajeros.
Chbar Mon tiene numerosas escuelas y orfanatos privados administrados por organizaciones sociales y misioneras de Singapur, Filipinas y otros países.